# Oreneta blava
L'oreneta blava (Hirundo atrocaerulea) és una espècie d'ocell de la família dels hirundínids (Hirundinidae). Habita praderies de muntanya de Ruanda, Uganda, sud de Tanzània, Malawi, Zimbàbue, Zàmbia, oest de Moçambic i nord-est de Sud-àfrica. El seu estat de conservació es considera vulnerable.